# Departamento Catriló
Catriló es un departamento de la provincia de La Pampa en Argentina.

## Gobiernos locales
Su territorio se divide entre:
- Municipio de Catriló (parte de su zona rural está en el departamento Quemú Quemú)
- Municipio de Lonquimay (parte de su zona rural está en el departamento Quemú Quemú)
- Municipio de Uriburu (parte de su zona rural está en el departamento Quemú Quemú)
- Zona rural del municipio de Miguel Riglos (el resto se extiende en el departamento Atreucó)
- Zona rural del municipio de Tomás Manuel de Anchorena (el resto se extiende en el departamento Atreucó)

## Población
El departamento contó con 8235 habitantes (Indec, 2022), lo que representó un incremento del 12.9% frente a los 7293 habitantes (Indec, 2010) del censo anterior.
| Gráfica de evolución demográfica de Departamento Catriló entre 1991 y 2022 |
|                                                                            |
| Fuente: censos nacionales del INDEC                                        |

## Toponimia
El significado del nombre tiene origen en dos palabras del idioma mapundungun: catri, que significa ‘cortar’, y loó, ‘árbol’. Así que catriló podría traducirse como ‘árbol cortado’, aunque la traducción más adecuada sería ‘cortar por los médanos’ o ‘atravesar los médanos’, ya que para cruzar la zona los viajeros debían atravesar una zona llena de dunas que pueden observarse hoy en día, especialmente desde Estación Ivanowsky hasta Relmo.

## Superficie, límites y accesos
Posee 2 555 km² de superficie. Limita al norte con el departamento Quemú Quemú, al este con la provincia de Buenos Aires, al sur con el departamento Atreucó y al oeste con el departamento Capital.

### Rutas principales
- Ruta Nacional 5
- Ruta provincial 1
- Ruta provincial 3
- Ruta provincial 7
- Ruta provincial 14

## Parajes y población rural
- Cayupán: a sólo 1 km de Catriló, Cayupán solía ser parada de los convoyes del Ferrocarril del Sud que se dirigían hacia Córdoba. Hoy Cayupán es sólo una arboleda y un caserío en donde se encuentra la Escuela Rural N.º 8, fundada en 1922.
- Ivanowsky: Ivanowsky es un paraje prácticamente deshabitado que solía ser una estación del Ferrocarril Roca en donde aún se encuentran en pie los galpones en donde se almacenaba la producción cerealera y que lleva el nombre del general Teófilo Ivanowsky. Ivanowsky se encuentra a 16,5 km al sur de Catriló.

En el resto del departamento se encuentra dispersa una población rural de 835 habitantes, según el censo nacional 2001. Las escuelas N.º 181 y N.º 121 y el colegio Nueva Tierra brindan educación a los habitantes dispersos en las zonas rurales.